# Stiftare
Stiftare är den eller de person/er som stiftat exempelvis en stiftelse. Stiftaren skjuter till ett kapital och bestämmer stiftelsens urkund - den så kallade stiftelseurkunden som berättar vad stiftelsen skall göra. Begreppet används juridiskt och kan även syfta bolagsgrundare eller på personer som grundat hela länder.